# Compaq
Compaq Computer Corporation američka je računalna tvrtka, osnovana 1982., a sada je dio tvrtke Hewlett-Packard. Tvrtku su osnovali Rod Canion, Jim Harris i Bill Murto, sve odreda bivši zaposlenici tvrtke Texas Instruments. Naziv COMPAQ dolazi od kratice "Compatibility and Quality"
Compaq je sve do 2002. bio samostalna tvrtka i najveći dobavljač osobnih računala na svijetu. Te godine postaje dio tvrtke Hewlett-Packard.

## Vanjske poveznice
- Compaq službena stranica
- Compaq-povijest tvrtke  (hp.com via archive.org)
- HP-Compaq spajanje (washingtontechnology.com)